# Accordeonmisdaden
Accordeonmisdaden is een boek van Annie Proulx, dat in 1996 voor het eerst in een Nederlandse vertaling van Regina Willemse werd uitgegeven. 
De oorspronkelijke Engelstalige titel luidde Accordion Crimes; eveneens uitgegeven in 1996.

## Bibliografische informatie
Proulx, Annie (1996) - Accordeonmisdaden. Breda : De Geus. Nederlandse vertaling: Regina Willemse. ISBN 9052263922 - 517 p.

In 1997 verscheen de vijfde druk, In 2009 de negende druk. In 2011 is Accordeonmisdaden als pocket verschenen.

## Inhoud
In Accordeonmisdaden volgen we de "levensloop" van een kleine groene accordeon, die door de vaak dramatische levensloop van zijn eigenaren terechtkomt in diverse migrantengemeenschappen. Bij de vertaling uit de Engelse taal is 'accordion' foutief vertaald in 'accordeon'. Eigenlijk gaat het over een harmonica, oftewel een trekzak.
We maken kennis met de Italiaanse, de Duitse, de Franse, de Ierse, de Mexicaanse, de Afro-Amerikaanse en de Poolse samenleving in de Verenigde Staten, en zien hoe deze in eind negentiende en de twintigste eeuw voortdurend onder zware druk staan in een keiharde maatschappij, die voortdurend verandert. Elke groep wordt gediscrimineerd, en discrimineert weer op zijn beurt, vecht voor zijn bestaan. Met als gemeenschappelijke noemer de tradities van het vroegere vaderland, die dan ook weer worden verloochend als dat beter uitkomt.
Tegelijk maken we kennis met de soorten muziek die deze groepen mensen op de accordeon maken en maakten, met name in een tijd waarin elektronische versterking van geluid nog niet mogelijk was. Met een accordeon of een viool kon je in danslokalen nog een redelijk geluidsniveau halen.
De roman is fictie, maar het verhaal is verweven met diverse ingrijpende gebeurtenissen uit de twintigste eeuw. Al doende ontstaat een prachtig verhaal, dat in feite een stuk geschiedenis van Amerika beschrijft zoals ervaren door de gewone man. Het tragische maar zeker realistische lot van de hoofdpersonen wordt door Proulx op een voor Proulx typerende, vaak komische manier beschreven.
Al even tragisch en verrassend is het lot van de accordeon zelf.
Het boek biedt een schat aan informatie over muziekstijlen. Denk daarbij aan Franse musettes, Ierse jigs en reels, Duitse walsen, Poolse polka's en door de creoolse bevolking van Louisiana gespeelde zydeco muziek. Proulx heeft zich duidelijk zeer goed geïnformeerd op alle gebieden die ook maar enigszins met de accordeon hebben te maken.

## Ontvangst
Gertjan Vincent besprak Accordeonmisdaden in Trouw. Hij is bang dat de concentratie van de lezer(es) misschien te veel op de proef wordt gesteld door de fragmentarische opbouw van het verhaal en de "zoveelste beschrijving van een ingenieus blaasbalgsysteem." De belangrijkste verdienste ziet hij in het feit dat Proulx erin slaagt het imago van de accordeonmuziek op te vijzelen en in de passages waarin ze underdogs, avonturiers en kwakzalvers beschrijft, die proberen een graantje mee te pikken van de welvaart.
Marja Pruis recenseerde het boek in De Groene. Ze beschouwt Accordeonmisdaden als de "meest ambitieuze onderneming van Proulx tot nu toe". "Hoe is het mogelijk dat iemand zoveel weet en zoveel verbeelding heeft?" vraagt ze zich af. Ze constateert dat er wel een erg grote hoeveelheid "spelingen van het lot" over de lezer wordt uitgestort. De hoeveelheid fantasierijke "vooruitblikjes" begint zelfs een beetje tegen te staan. Maar tegelijkertijd is ze vol bewondering voor de schrijfster, die 58 was toen ze debuteerde, en op 62-jarige leeftijd dit boek publiceerde: "Als een vulkaan die tot uitbarsting is gekomen, schrijft ze voort als een bezetene, met het adagium: schrijf niet over wat je weet, maar over wat je zou willen weten. En bij haar is dat nogal wat."

## Muziek
Op 9 februari 2008 ging in de Deventer Schouwburg het speciaal door Gerie Daanen voor het Accordeonfestival gecomponeerde en op het boek geïnspireerde de 'Accordeonmisdaden' in wereldpremière. Marc Belder dirigeerde het orkest dat voor deze gelegenheid was samengesteld uit de leden van het Nederlands Jeugd Accordeon Orkest en de accordeonverenigingen Kunst Na Arbeid uit Epe en Animato uit Hengelo. Accordeonvereniging Kunst Na Arbeid uit Epe heeft de 'Accordeonmisdaden' op 6 maart 2009 op cd opgenomen. 